# إدوين هيثكوت
إدوين هيثكوت (بالإنجليزية: Edwin Heathcote)‏ هو مهندس معماري بريطاني، ولد في 1968 في لندن في المملكة المتحدة.